# 亨利四世號戰艦
亨利四世號戰艦（法語：Henri IV）是法國海軍所建造的前無畏艦，其艦名來自法國波旁王朝君主亨利四世。艦體的設計案由白勞易親自主持，艦艉的上层建筑被移除，僅保留4英尺（1.2）的乾舷；在138.6（5.46英寸）口徑1893年型火砲配置上首次採用背負式佈局，是世界上首艘應用背負式砲塔配置的軍艦。本艦配備2門274公釐口徑1893/96年型火砲在2座單裝砲塔內，水線裝甲帶最大厚度為280（11英寸），排水量落在8,807公噸（8,668長噸），最大航速可達17節（31每小時；20英里每小時）。法國海軍在本艦造艦費用上共耗費15,660,000法郎，並於1897年7月15日在瑟堡兵工廠鋪設龍骨，1899年8月23日時首次下水，最後在1903年9月正式服役。
第一次世界大戰初期，法國海軍將亨利四世號派往比塞大擔當護衛艦。當英法聯軍在加里波利海戰遭受重創後，為了重組海軍勢力，法國海軍於1915年將調遣亨利四世號前來支援達達尼爾海域的協約國海軍勢力。不過在1914年時，艦上3門138.6（5.46英寸）口徑火砲被卸除，並運往支援塞爾維亞。戰爭中後期，亨利四世號逐漸退居二線，最後在1918年以倉庫艦名義調往塔蘭托。法國海軍最後在1920年將亨利四世號從海軍名錄上除籍，並在1921年拆解。

## 設計
亨利四世號戰艦由著名的法國軍艦設計師白勞易親自設計，他本人在設計時加入許多構想，其中之一是試圖降低艦體被敵人砲火擊中的面積，因此一反當時造艦設計，盡可能地減少船後半部的上层建筑，僅留下一部分確保後主砲塔不會被海浪拍打。船艦艉端僅保留4英尺（1.2）的乾舷，但在船舯與船艏部位仍保有上层建筑，確保能提供足夠的空間為船員提供良好的服務。船艦的上層建築整體很窄，並從船艏為起始點，截止在主甲板上方船體處。

### 整體特徵
亨利四世號戰艦艦體全長108（354英尺4英寸），舰宽22.2（72英尺10英寸）；滿載時吃水深度為7.5（24英尺7英寸），正常排水量為8,948公噸（8,807長噸）。其尺寸比前一型查理曼級還要小，排水量也比查理曼級少了2,300公噸（2,260長噸）。艦上可搭載26名軍官及438名船員。

### 推進系統
亨利四世號戰艦的推進系統由3組垂直型三脹式蒸汽機，每一組蒸汽機各推動一船軸。整個推進系統的動力由24台尼克勞斯式鍋爐組成，為艦體提供11,500匹指示馬力（8,600千瓦特）。本艦最高航速達17節（31每小時；20英里每小時），在攜帶1,100公噸（1,080長噸；1,210短噸）的燃煤下，若以10節（19每小時；12英里每小時）航速航行，巡航半徑可達7,750海里（14,350；8,920英里）。

### 武器配備

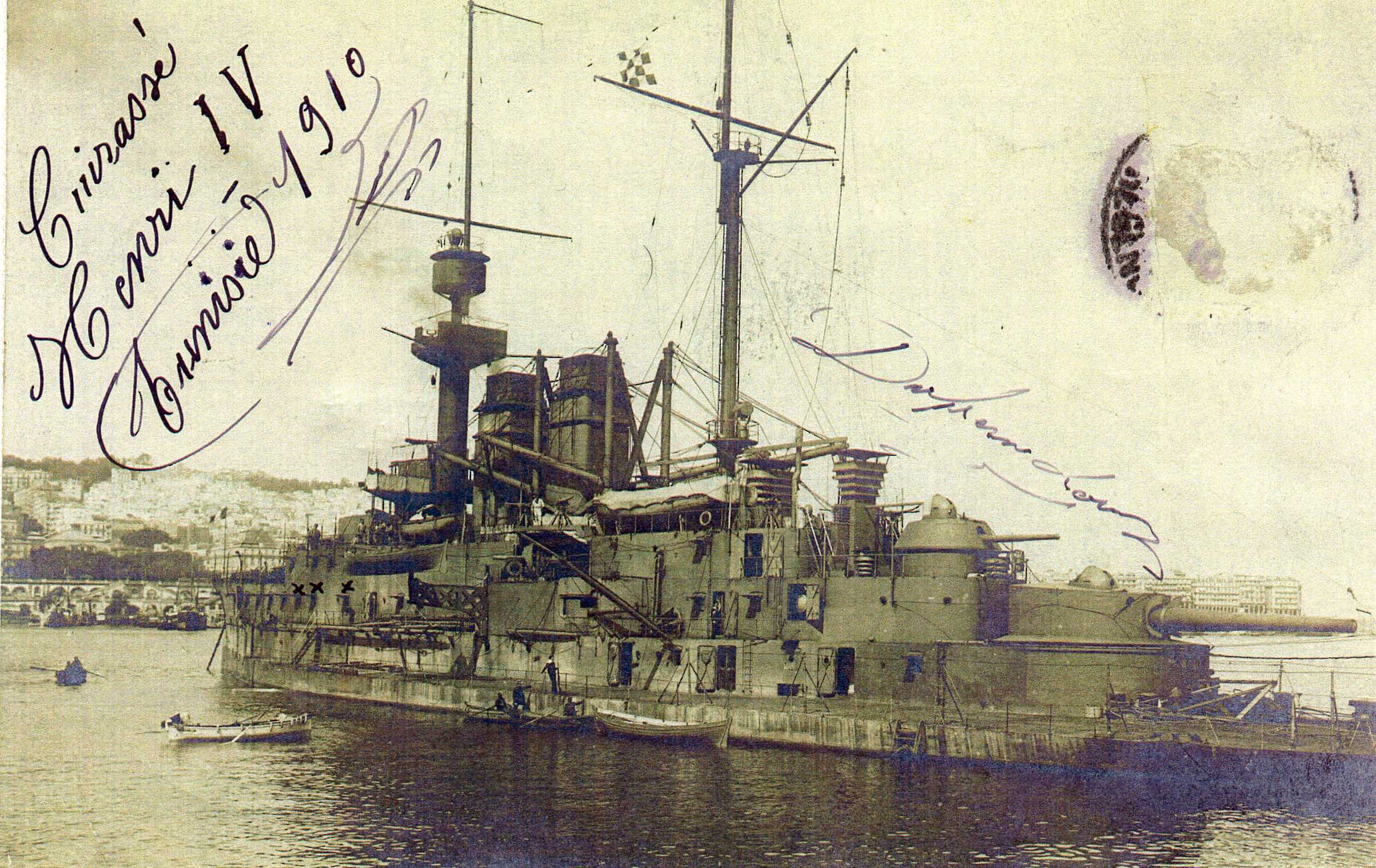
亨利四世號後方的火砲配置，以背負式佈局將138.6 mm口徑火砲設置在主砲塔後上方。

在主砲配置上，亨利四世號僅有2門274（10.8英寸）40倍徑1893/96年型火砲，這2門炮分別以單裝方式配置於主砲塔內，2座主砲塔則分別配置在前甲板與後甲板上。274公釐口徑火砲的槍口初速為865每秒（2,840英尺每秒），並使用255（562磅）重的穿甲彈。
艦上的次要武器包括7門138.6（5.46英寸）口徑1893年型火砲，其中4門分別安裝在主甲板下方的炮廓內，2門在加裝炮盾後架設在遮蔽甲板上，最後1門直接配置在遮蔽甲板砲塔內，以背負形式架設於後主砲塔之上。這是首艘軍艦以背負形式配置火炮，但因為138.6公釐口徑火砲的炮管太短，以至於瞄準罩使用時無法清楚的瞄準目標，因此這艘最初採用背負式砲塔設計的軍艦並不是非常成功。138.6口徑火砲的槍口初速為730—770每秒（2,400—2,500英尺每秒）之間，使用35—30（77—66磅）的砲彈進行攻擊。
為了加強反魚雷艇能力，艦上加裝12門哈其開斯47（1.9英寸）口徑1885年型火砲，這些火炮全配置在前桅的上部平台，以及主桅與船艛建築上。47公釐口徑火砲的槍口初速為610每秒（2,000英尺每秒），可將1.49（3.3磅）重的砲彈拋至4,000（4,400碼）遠的目標上。理論上47公釐口徑火砲的最大裝填速度為每分鐘15發，但實際上僅每分鐘7發。艦體水面下方另裝設2組450（18英寸）口徑魚雷管，目前無法得知當時使用的的是哪種型號的魚雷，但在當時在戰場上大多數魚雷的彈頭重110（240磅），最高速度為36節（67每小時；41英里每小時），最大射程可達6,000（6,600碼）。

### 裝甲
亨利四世號艦體部位擁有一水線裝甲帶，其高度為2.5（8.2英尺），整體厚度在中央區域達280（11英寸），延伸至船艉時裝甲厚度已減至180（7.1英寸），並在尾端與100（3.9英寸）厚的橫向艙壁連結。裝甲帶下緣部位的厚度變化從180至75（7.1至3.0英寸），裝甲帶上緣部位的厚度大部分維持在100（3.9英寸），並從船艏延伸至從船艉往前9.1（360英寸）的中段部位。整個裝甲帶高度大多在2（6.6英尺）左右，但在前段則增加至4（13英尺），尾端連接橫向艙壁處則減至75（3.0英寸）。艦體的裝甲甲板最大厚度為60（2.4英寸），但在船艉處則減至30（1.2英寸）。在此下方另設有一層較薄的裝甲甲板，此層甲板在中心線厚度為20（0.79英寸），到艦體邊緣時則增至35（1.4英寸），同時此甲板彎曲了91（36英寸）長度並連接到內船底，形成一魚雷艙壁。此設計曾在1984年進行過實驗，儘管在亨利四世號的設計上仍太過於靠近船側面，但這整個設計佈局比俄國皇太子號戰列艦採用的系統更為現代化。在主砲塔上，其裝甲厚度為305（12.0英寸），彈藥井則以240（9.4英寸）厚的裝甲保護。138（5.4英寸）口徑火炮所在的炮廓區域裝甲厚度在75—115（3.0—4.5英寸）之間，其彈藥井以164.7（6.48英寸）厚的裝甲保護。

## 服役歷程

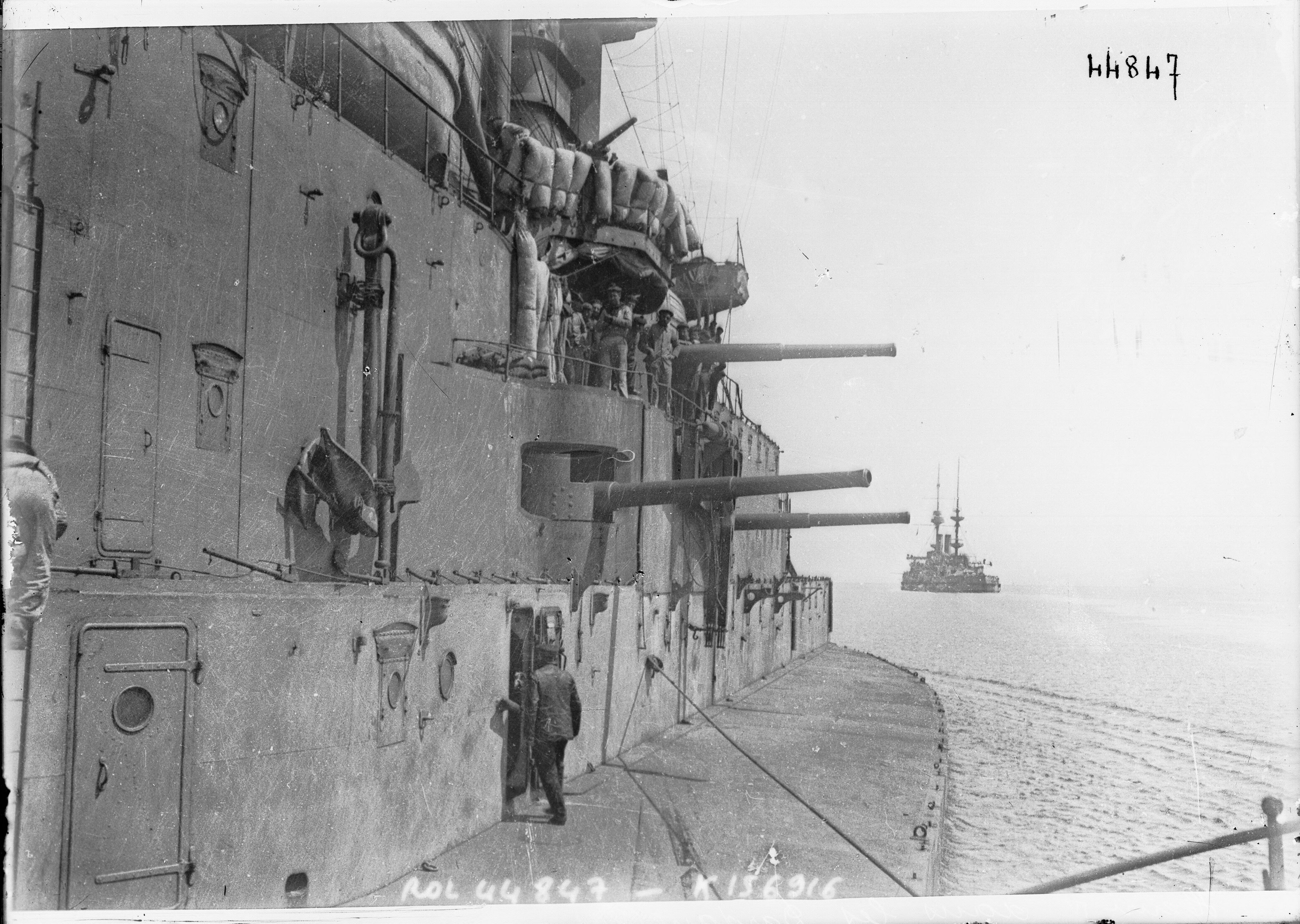
從亨利四世號右舷側平台向前方觀望景象。

亨利四世號戰艦於1897年7月15日在瑟堡兵工廠鋪設龍骨，並在1899年8月23日首次下水，但直到1903年9月才開始服役，比次型耶拿號還要晚1年多才服役，法國海軍共耗費15,660,000法郎建造本艦。第一次世界大戰爆發後，亨利四世號先是被派遣至比塞大執行防禦任務，1915年2月後轉調至新成立的敘利亞分艦隊，此艦隊的主要任務是襲擊敘利亞、黎巴嫩、巴勒斯坦和西奈半島的鄂圖曼陣地及海上交通要道。由於英法聯軍在加里波利海戰中損失慘重，法軍的高盧人號在此戰中被鄂圖曼的岸防砲重創，布韋號甚至誤觸水雷而沉沒，因此法國海軍在1915年3月18日將亨利四世號轉調於此，以便能彌補2戰艦損失的空缺。亨利四世號隨後向位在亞洲一側的庫姆卡萊要塞（Kum Kale）進行砲擊，牽制鄂圖曼軍隊並間接支援1915年4月25日法軍的搶灘登陸。接著在這一個月的剩下時間裡，亨利四世號持續為登陸部隊提供火力支援，但本艦同時也被鄂圖曼的砲火擊中8次。
1914年11月，艦上3門138.6（5.46英寸）口徑1893年型火砲被拆除，並在代號為《任務D》的行動中由火車從塞薩洛尼基運往塞爾維亞。1916年，亨利四世號被調至第3戰鬥分艦隊後備總隊，隨後又換到在埃及的法國東地中海總隊，然後在1918年以倉庫艦為名調往塔蘭托。1920年，法國海軍將亨利四世號從海軍名錄上除籍，並在隔年拆解。